# Résolution 1874 du Conseil de sécurité des Nations unies
Membres permanents
- Chine
- États-Unis
- France
- Royaume-Uni
- Russie

Membres non permanents
- Autriche
- Burkina Faso
- Costa Rica
- Croatie
- Japon
- Libye
- Mexique
- Turquie
- Ouganda
- Viet Nam

Résolution no 1873 Résolution no 1875
La résolution 1874 du Conseil de sécurité des Nations unies a été adoptée à l'unanimité par le Conseil de sécurité des Nations unies le 12 juin 2009. La résolution, qui place le texte sous le chapitre VII, article 41, de la charte des Nations unies, impose des sanctions économiques et commerciales à la Corée du Nord pour le non-respect de la résolution 1718 dans le cadre de la crise provoqué par le programme d'armes nucléaires en Corée du Nord.

## Adoption
La résolution a été adoptée à l'unanimité. Le Conseil condamne l'essai nucléaire du 25 mai 2009, qui est en violation flagrante des précédentes résolutions 1695 et 1718 du Conseil. La résolution a désormais force de loi en vertu du droit international.

## Mesures
Les mesures incluses dans la résolution :
- Autorisent les États membres à inspecter, « en accord avec leurs autorités et législations nationales et en accord avec la loi internationale », les cargaisons nord-coréennes sur terre, mer et aériennes, et à détruire n'importe quel produit suspecté d'être relié au programme nucléaire de la RPDC[2].
- Exigent que le gouvernement nord-coréen reprenne immédiatement les pourparlers à six et renonce à son annonce de retrait du Traité sur la non-prolifération des armes nucléaires[3].
- Préviennent les services financiers qui pourraient contribuer au développement d'armes nucléaires, de missiles balistiques ou de programmes connexes[4].
- Chargent les États membres de ne pas fournir d'aide financière au programme nucléaire de la RPDC, de ne fournir aucun prêt au pays, sauf à des fins humanitaires ou pour des raisons de développement[4].
- Étendent l'embargo sur les armes de la Corée du Nord par l'interdiction de toutes les exportations d'armes du pays et de la plupart des importations, à l'exception des armes de petit calibre, des armes légères et du matériel connexe -  les États membres doivent aviser le Conseil de sécurité cinq jours avant la vente des armes[5],[6].
- Exigent que la Corée du Nord mette fin à son programme d'armes nucléaires, cesse la conduite de ses essais nucléaires ainsi que ceux de ses missiles balistiques[5].
- Demandent aux États membres d'informer le Conseil des mesures qu'ils prennent pour appliquer les sanctions dans les 45 jours[7].
- Affirment l'engagement du Conseil de sécurité pour un règlement pacifique et diplomatique de la situation[7].

## Texte
- Résolution 1874 Sur fr.wikisource.org
- Résolution 1874 Sur en.wikisource.org

## Source
- (en) Cet article est partiellement ou en totalité issu de l’article de Wikipédia en anglais intitulé « United Nations Security Council Resolution 1874 » (voir la liste des auteurs).